# 渡辺淳一文学賞
渡辺淳一文学賞（わたなべじゅんいちぶんがくしょう）は、株式会社集英社と公益財団法人一ツ橋綜合財団が主催する文学賞。

## 概要
作家・渡辺淳一の功績をたたえ、集英社により創設された。純文学・大衆文学の枠を超えた、人間心理に深く迫る豊潤な物語性をもつ小説作品が顕彰される。2015年4月23日、創設することが発表される。対象は、日本語で書かれた小説単行本および単行本未刊行の文庫とされる。受賞作品は、『すばる』および『小説すばる』で発表される。受賞者には、正賞の記念品と副賞の賞金200万円が贈られる。

## 受賞作一覧
| 回（年）         | 受賞作                         | 著者       | 出版社       | 初刊       | 文庫化     |
| ---------------- | ------------------------------ | ---------- | ------------ | ---------- | ---------- |
| 第1回（2016年）  | 『あこがれ』                   | 川上未映子 | 新潮社       | 2015年10月 | 2018年6月  |
| 第2回（2017年）  | 『マチネの終わりに』           | 平野啓一郎 | 毎日新聞出版 | 2016年4月  | 2019年6月  |
| 第3回（2018年）  | 『僕が殺した人と僕を殺した人』 | 東山彰良   | 文藝春秋     | 2017年5月  | 2020年5月  |
| 第4回（2019年）  | 『芙蓉の干城』                 | 松井今朝子 | 集英社       | 2018年12月 | 2021年11月 |
| 第5回（2020年）  | 『アタラクシア』               | 金原ひとみ | 集英社       | 2019年5月  | 2022年5月  |
| 第6回（2021年）  | 『透明な夜の香り』             | 千早茜     | 集英社       | 2020年4月  | 2023年4月  |
| 第7回（2022年）  | 『灼熱』                       | 葉真中顕   | 新潮社       | 2021年9月  | 2025年2月  |
| 第8回（2023年）  | 『フィールダー』               | 古谷田奈月 | 集英社       | 2022年8月  |            |
| 第9回（2024年）  | 『存在のすべてを』             | 塩田武士   | 朝日新聞出版 | 2023年9月  |            |
| 第10回（2025年） | 『愚道一休』                   | 木下昌輝   | 集英社       | 2024年4月  |            |

## 選考委員
- 第1回 -  : 浅田次郎、小池真理子、髙樹のぶ子、宮本輝